# Christ Church w Oksfordzie

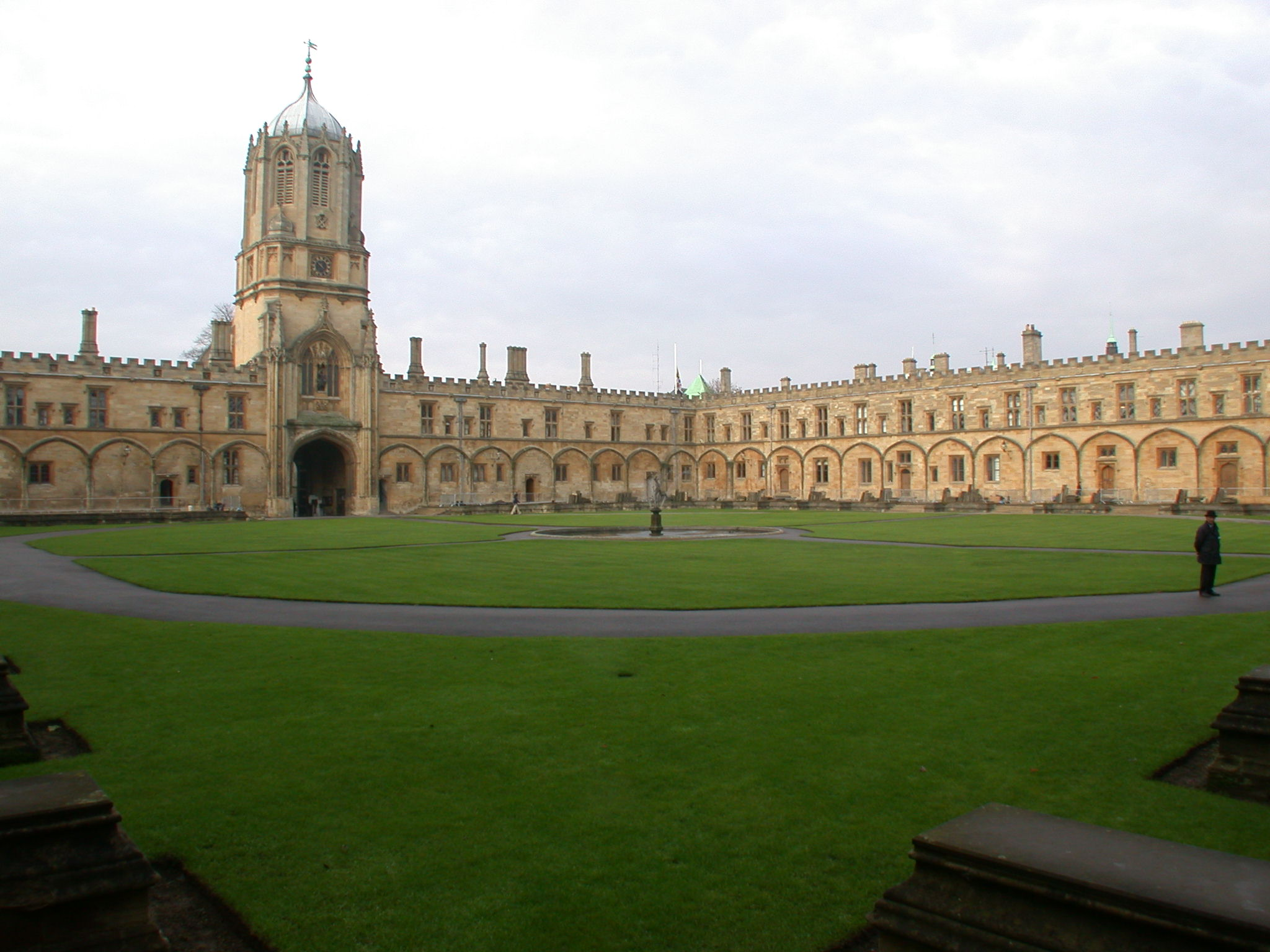
Great Quadrangle

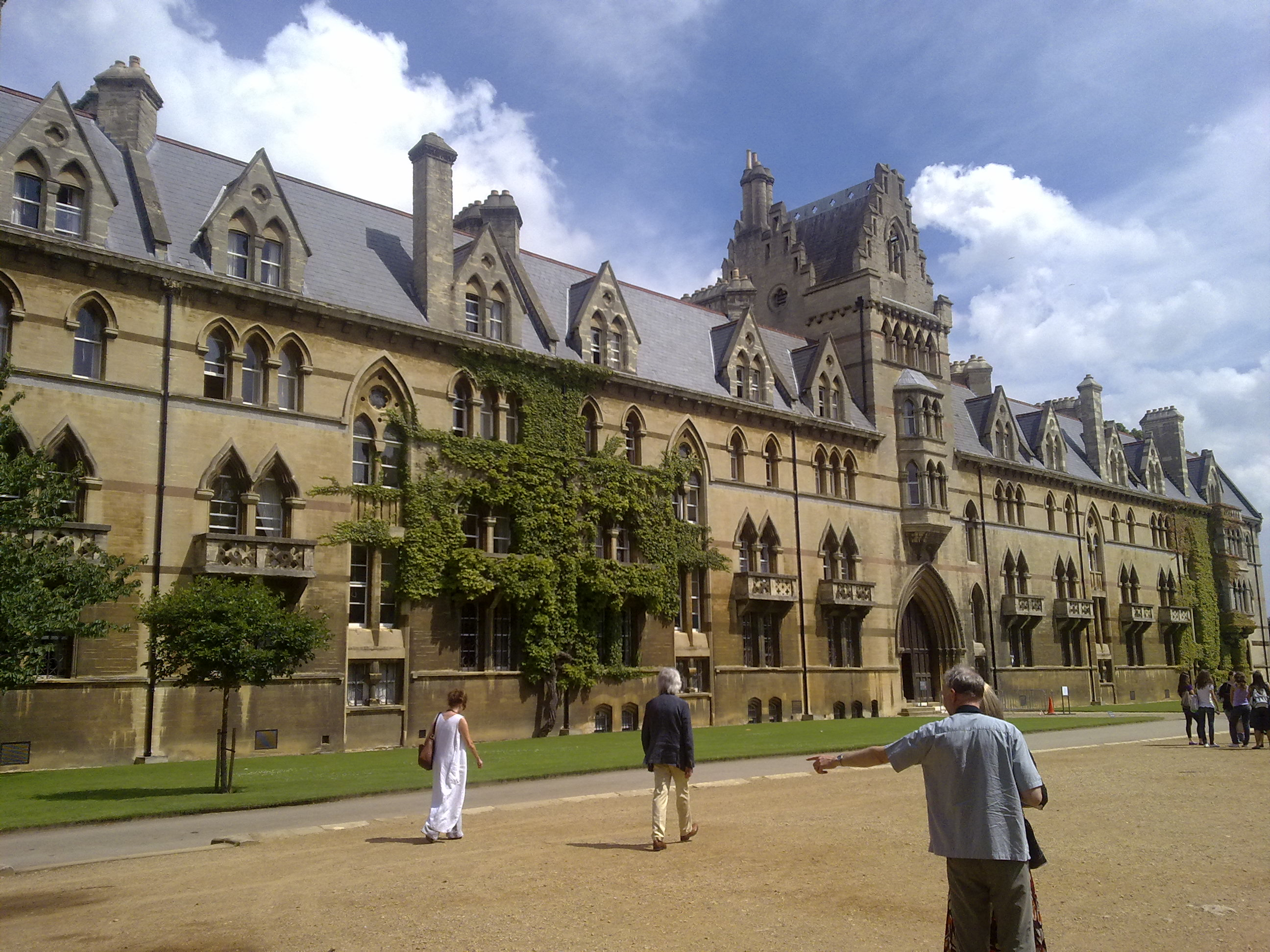
The Meadow Building

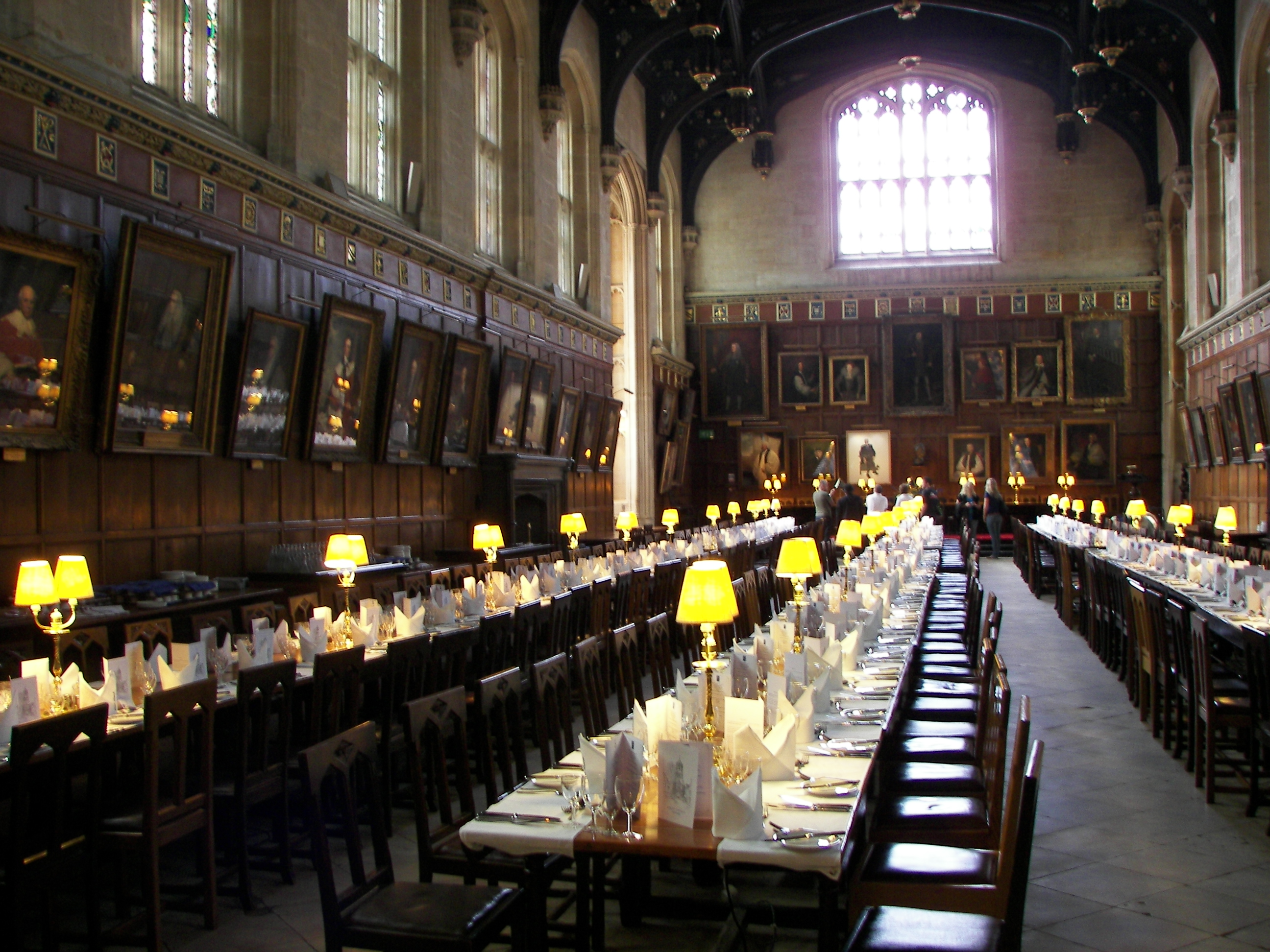
Jadalnia kolegium

Christ Church (dosł. „Kościół Chrystusa”) – jedno z kolegiów wchodzących w skład University of Oxford. Powstało w 1546 roku i od początku jest bardzo ściśle powiązane z Kościołem Anglii. Kaplica kolegium jest zarazem katedrą anglikańskiej diecezji Oksfordu. Dziekan katedry pełni równocześnie rolę dziekana kolegium i do 2014 roku pochodził z nominacji królewskiej. Martyn Percy pełniący urząd dziekana do 2022 był  pierwszym wybranym demokratycznie przez władze kolegium. Od 2023 dziekanem jest Sarah Foot. 
Christ Church liczy obecnie ok. 580 studentów, w tym ok. 430 słuchaczy studiów licencjackich oraz ok. 150 magistrantów i doktorantów. Kobiety mogą studiować w kolegium dopiero od 1979 roku. Jest drugim najbogatszym kolegium Uniwersytetu Oksfordzkiego. Wśród absolwentów Christ Church znalazło się trzynastu premierów Wielkiej Brytanii – jest to ponad połowa wszystkich absolwentów Oksfordu zajmujących to stanowisko i więcej niż ukończyło jakiekolwiek inne kolegium Oxbridge. Chronologicznie ostatnim spośród nich był Alec Douglas-Home. Siostrzanym kolegium jest Trinity College w Cambridge.

## Nazwa
Christ Church stanowi jednocześnie nazwę kolegium i połączonej z nim anglikańskiej katedry. Łacińska nazwa kolegium to Ædes Christi (łac. Dom lub Kościół Chrystusa), przez co Christ Church często bywa potocznie nazywane the House (ang. „Dom”).

## Historia
W 1524 roku Thomas Wolsey, ówczesny lord kanclerz Anglii, Arcybiskup Yorku i główny doradca króla Henryka VIII, rozwiązał położony na terenie Oksfordu klasztor (Priory of St Frideswide) i zastąpił go założonym przez siebie Cardinal College. Położony tuż przy miasteczku uniwersyteckim klasztor wydawał się idealną lokalizacją – w 1520 roku mieszkało w nim tylko dziewięć osób. Budując kolegium, Wolsey chciał wykorzystać bogactwo Kościoła w praktycznym celu i potwierdzić swój status humanistycznego intelektualisty.
Kardynał utracił swoją wpływową pozycję w 1529, przez co nie mógł dokończyć budowy kolegium. Jego majątek, w tym nieukończone kolegium, został przejęty przez Henryka VIII, który otworzył kolegium w 1546 roku i nazwał je Ædes Christi – Kościół Chrystusa. Zainicjował też stowarzyszenie kolegium jako instytucji akademickiej z katedrą archidiecezjalną Oksfordu. Do dziś w reprezentacyjnej jadalni kolegium nad stołem prezydialnym wisi jeden z najsłynniejszych portretów jej historycznego założyciela.
Christ Church odegrał ważną rolę podczas angielskiej wojny domowej. Prawie wiek po wzniesieniu, przez cztery lata jego mury były schronieniem króla Karola I, który zmuszony był uciekać ze stolicy przed wrogą sobie frakcją parlamentarzystów. Jadalnia Christ Church stała się miejscem obrad królewskiego parlamentu, a rezydencja dziekana – królewskim pałacem. Rodzina królewska do dziś nie zrzekła się praw do części kolegium zamieszkanej przez dziekana i jego rodzinę. Dziekańska rezydencja oficjalnie pozostaje niezamieszkanym Pałacem Królewskim, a na jej wieży znajduje się maszt, na który wciąga się flagę Zjednoczonego Królestwa tylko podczas wizyt panującego monarchy.
Kiedy syn Karola I, Karol II, został przywrócony na tron w 1660 roku, ukończono majestatyczny Tom Quad – kwadratowy plac, wokół którego stoją główne budynki kolegium. Wtedy ukończono też Tom Tower, wieżę bramną, stanowiącą główne wejście do kolegium. Tom Quad do dziś jest największym placem we wszystkich oksfordzkich kolegiach i jednym z najsłynniejszych miejsc na Uniwersytecie.
W 1717 rozpoczęto budowę biblioteki, którą zakończono w 1772. W 2006 roku zbiory biblioteki wynosiły 72000 książek.
W latach 1855–1891 dziekanem kolegium był Henry Liddell. To dla jego córki, Alicji, Lewis Carroll, ówczesny wykładowca matematyki w Christ Church, napisał Alicję w krainie czarów.
W 1979 roku kolegium stało się koedukacyjne. W 1980 roku przyjęto na studia pierwsze kobiety.

## Absolwenci

### Politycy
- Premierzy Wielkiej Brytanii:
  - George Grenville
  - lord Shelbourne
  - książę Portland
  - lord Grenville
  - George Canning
  - lord Liverpool
  - Robert Peel
  - lord Derby
  - William Ewart Gladstone
  - lord Salisbury
  - lord Rosebery
  - Anthony Eden
  - Alec Douglas-Home
- Zulfikar Ali Bhutto – premier Pakistanu
- William Dowdeswell – kanclerz skarbu w gabinecie lorda Rockingham
- Michael Hicks-Beach – kanclerz skarbu w gabinecie lorda Salisbury
- Nigel Lawson – kanclerz skarbu w gabinecie Margaret Thatcher
- lord Halifax – minister spraw zagranicznych w rządach N. Chamberlaina i W. Churchilla

### Filozofowie i teologowie
- John Locke
- John Rawls
- John Searle
- Gilbert Ryle
- Michael Dummett
- Alfred Jules Ayer
- Daniel Dennett
- Rowan Williams – obecny arcybiskup Canterbury, duchowy przywódca Kościoła Anglii

### Naukowcy
- William Camden – historyk i geograf
- Edmund Gunter – matematyk
- Roy Harrod – ekonomista
- Joseph Banks – botanik, jeden z pomysłodawców kolonizacji Australii
- William Buckland – geolog i paleontolog
- Albert Einstein – fizyk i filozof
- Archibald Garrod – lekarz i genetyk
- Robert Hooke – przyrodnik
- Martin Ryle – fizyk i astronom
- Thomas Willis – lekarz neurolog, anatom

### Ludzie kultury
- Harold Acton – pisarz
- Wystan Hugh Auden – pisarz
- Robert Burton – pisarz
- Lewis Carroll – pisarz
- Richard Curtis – scenarzysta i reżyser
- Michael Dobbs – pisarz, członek Partii Konserwatywnej
- Howard Goodall – kompozytor i dziennikarz muzyczny
- Richard Hakluyt – pisarz
- Matthew Gregory Lewis – pisarz i dramaturg
- John Ruskin – pisarz
- Philip Sidney – pisarz
- John Taverner – kompozytor
- William Walton – kompozytor

### Przedsiębiorcy
- David Ogilvy – słynny copywriter